# 大阪芸術大学短期大学部
大阪芸術大学短期大学部（おおさかげいじゅつだいがくたんきだいがくぶ、英語: Osaka University of Arts Junior College）は、大阪府大阪市東住吉区矢田2-14-19に本部を置く日本の私立大学。1945年創立、1951年大学設置。大学の略称は芸短および大阪芸大短大部。

## 概観

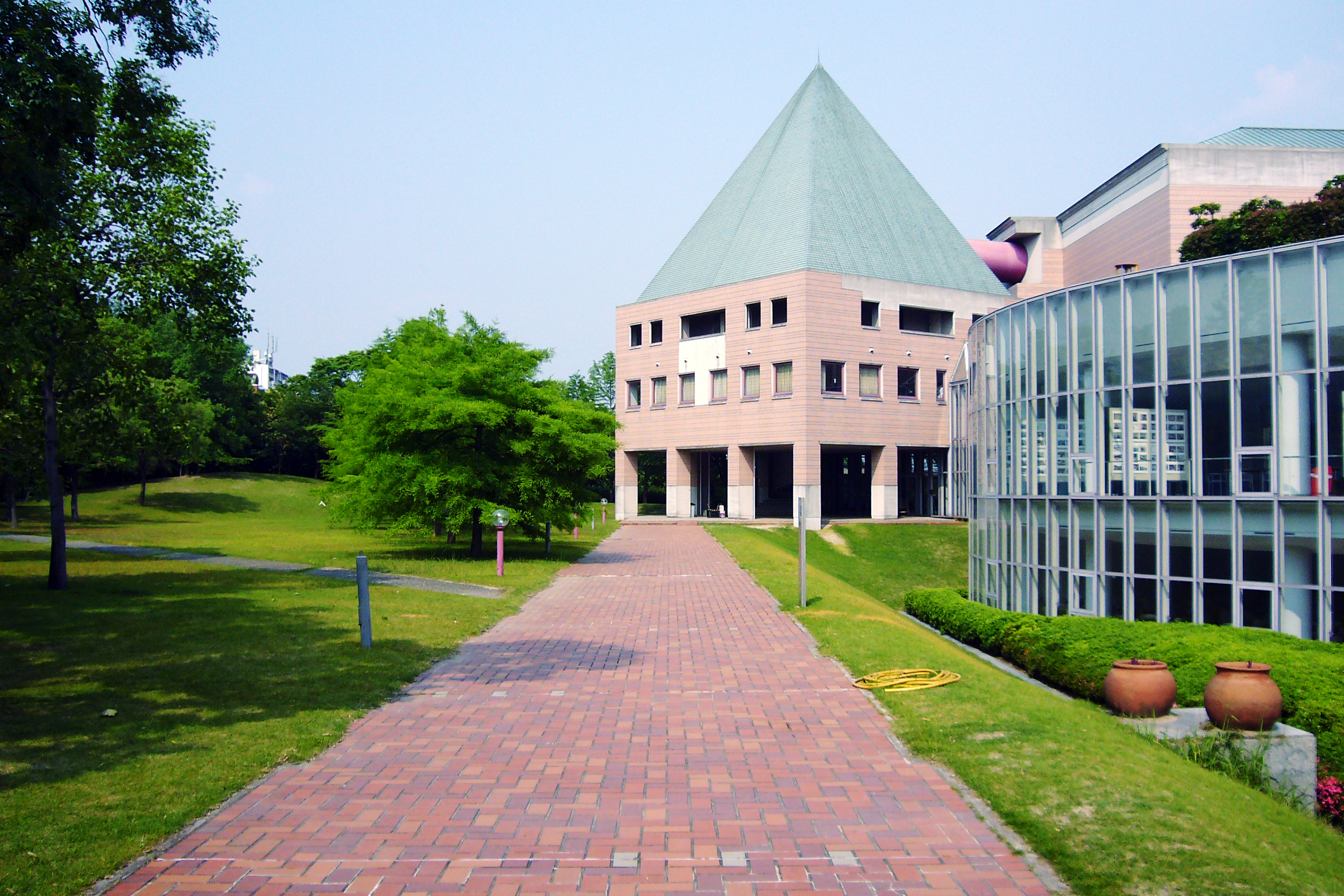
伊丹キャンパス

### 大学全体
- 大阪芸術大学短期大学部は、大阪府大阪市東住吉区内にある日本の私立短期大学。学校法人塚本学院により運営されている大阪芸術大学に付設された短期大学部ではあるが、独自のキャンパスをもっている。現在5学科を擁する全国有数の規模を誇る。

### 建学の精神（校訓・理念・学是）
- 大阪芸術大学短期大学部における建学の精神[10]。
  - 日本国憲法の精神に則り、私学の本文を尽くし、世界の平和と人類の福祉に貢献することを目的とする。
  - 広く知識を高めて学術の研究に励み、専門技術の習熟に努め、もって心身ともに健全な文化人を育成することを使命とする。

### 教育および研究
- 大阪芸術大学短期大学部にある学科の一つとなっているメディア芸術学科（旧・広報学科）は、全国の短大でも数少なく、実習や演習を重視していることからカリキュラムとして実際にテレビ番組制作するという模擬授業や、川村龍一（故人、元同学科長）等が指導する「ラジオ制作演習」といった科目がある。保育学科には、附属幼稚園での教育実習も取り入れられている。その他キャンパスサロンという文化講座があり、「華道」・「音楽」・「茶道」・「英会話」などの各サロンがでの履修を、一定の要件下で業所要単位に含まめることができる

### 学風および特色
- 学科によりキャンパス所在地が異なり、 大阪府大阪市東住吉区に英米文化学科・保育学科・経営デザイン学科、兵庫県伊丹市にメディア芸術学科・デザイン美術学科が設けられている。基本的には男女共学であるが、保育学科だけは平成24年度まで女性のみが対象となっていた（平成25年度から男女共学化。ただし、通信教育部は元々共学だった）。
- また、保育学科には、近畿地方では唯一の夜間部があり[8]近年では稀にみる通学課程における勤労学生がいる。保育学科・デザイン美術学科・メディア芸術学科[6]には通信教育課程が設置されている。

## 沿革
- 1945年 平野英学塾が設置される。
- 1946年 浪速外国語学校を設置。
- 1949年 浪速外国語専門学校に改称。
- 1951年 浪速外国語専門学校を発展改組して、浪速外国語短期大学（なにわがいこくごたんきだいがく）として開学。当初は英語科の1学科のみ。初代学長に平野英学塾の創始者、塚本英世が就任。大阪幼稚園教員養成所および同附属幼稚園を設置。
- 1953年 英語科にII部が設置される
- 1954年 併設の幼稚園教員養成所を発展改組して保育科を設置。
  - 第一部
  - 第二部
- 同年、8月12日 浪速短期大学と改称。
- 1955年 保育科に通信教育部を設置する。日本で初めて通信教育部をもつ短大が設置されることになる。
- 1960年 学科の新設が行われる。
  - デザイン美術科
  - 第一部
  - 第二部
  - 広報科
  - 第一部
  - 第二部
- 1962年 商業科が設置される。
  - 第一部
  - 第二部
- 1963年 デザイン美術科・広報科に通信教育部を置く。
- 1973年 保育科のII部および通信教育部の基本修業年限を3年に延長。
- 1986年 兵庫県伊丹市にデザイン美術科と広報科の新キャンパスが設置される。
- 1999年 専攻科を設置。
  - 美術・デザイン専攻
- 2000年 大阪芸術大学短期大学部と改称。学科名の変更あり。
  - 英語科→英米文化学科
  - 保育科→保育学科
  - デザイン美術科→デザイン美術学科
  - 広報科→広報学科
  - 商業科→商業学科
- 2005年 商業学科を経営デザイン学科に改称。
- 2011年 経営デザイン学科をビジネス学科に、広報学科をメディア・芸術学科に改組。
- 2012年 ビジネス学科募集停止。英米文化学科に統合。
- 2013年 保育学科を男女共学。

## 基礎データ

### 所在地
- 大阪キャンパス（大阪府大阪市東住吉区矢田2-14-19）
- 伊丹キャンパス（兵庫県伊丹市荒牧4-8-70）

### 象徴
- カレッジマークには、空を飛ぶ鳥の絵がデザインされている。

### 年度別学生数

#### 通学課程
- 1954年度についてはその年度（月日は不詳だが、1955年3月以前のデータ）、1958年度以降の学生数はその該当年度の5月1日時点でのデータである。

| -        | 英語科      | 英語科     | 保育科    | 保育科   | デザイン美術科 | デザイン美術科 | 広報科      | 広報科    | 商業科     | 商業科    | 出典          |
| -------- | ----------- | ---------- | --------- | -------- | -------------- | -------------- | ----------- | --------- | ---------- | --------- | ------------- |
| -        | 第一部      | 第二部     | 第一部    | 第二部   | 第一部         | 第二部         | 第一部      | 第二部    | 第一部     | 第二部    | -             |
| 入学定員 | **          | **         | **        | **       | **             | **             | **          | **        | **         | **        | -             |
| 総定員   | **          | **         | **        | **       | **             | **             | **          | **        | **         | **        | -             |
| 1954年   | 男216 女8   | 男284 女15 | 女82      | 女44     | -              | -              | -           | -         | -          | -         | [ 11 ]        |
| 1958年   | 男92 女12   | 男145 女15 | 女84      | 女73     | -              | -              | -           | -         | -          | -         | [ 12 ]        |
| 1959年   | 男102 女19  | 男162 女11 | 男1 女90  | 男2 女66 | -              | -              | -           | -         | -          | -         | [ 13 ]        |
| 1960年   | 男92 女42   | 男77 女12  | 男1 女101 | 女71     | -              | 男30 女2       | -           | 男17 女1  | -          | -         | [ 14 ]        |
| 1961年   | 男100 女68  | 男73 女14  | 男1 女116 | 女86     | 男65 女35      | 男75 女7       | -           | 男36 女4  | -          | -         | [ 15 ]        |
| 1962年   | 男98 女57   | 男89 女23  | 女111     | 女84     | 男60 女41      | 男74 女15      | 男67 女35   | 男51 女10 | 男22 女18  | 男27 女13 | [ 16 ]        |
| 1963年   | 男78 女78   | 男83 女26  | 女110     | 女103    | 男72 女33      | 男80 女15      | 男64 女38   | 男60 女12 | 男52 女34  | 男58 女16 | [ 17 ]        |
| 1964年   | 男54 女107  | 男45 女22  | 女109     | 女104    | 男91 女36      | 男76 女12      | 男63 女39   | 男56 女9  | 男65 女34  | 男48 女16 | [ 18 ]        |
| 1965年   | 男30 女31   | 男6 女2    | 女149     | 女95     | 男123 女42     | 男44 女15      | 男93 女54   | 男16 女8  | 男64 女34  | 男18 女9  | [ 19 ]        |
| 1966年   | 男13 女42   | -          | 女152     | 女96     | 男128 女48     | 男29 女8       | 男70 女76   | 男5 女2   | 男51 女36  | 男24 女2  | [ 20 ]        |
| 1967年   | 男20 女81   | -          | 女165     | 女134    | 男128 女67     | 男13 女6       | 男76 女106  | -         | 男63 女55  | 男15      | [ 21 ]        |
| 1968年   | 男30 女90   | -          | 女168     | 女176    | 男96 女86      | -              | 男88 女121  | -         | 男74 女73  | -         | [ 22 ]        |
| 1969年   | 男30 女90   | -          | 女168     | 女176    | 男96 女86      | -              | 男88 女121  | -         | 男74 女73  | -         | [ 23 ]        |
| 1970年   | 男20 女114  | -          | 女187     | 女177    | 男89 女104     | -              | 男53 女152  | -         | 男40 女102 | 男32 女51 | [ 24 ]        |
| 1971年   | 男36 女155  | -          | 女198     | 女210    | 男88 女125     | -              | 男40 女180  | -         | 男37 女113 | 男47 女76 | [ 25 ]        |
| 1972年   | 男43 女170  | -          | 女218     | 女229    | 男90 女168     | -              | 男35 女195  | -         | 男29 女97  | 男41 女63 | [ 26 ]        |
| 1973年   | 男17 女113  | -          | 女276     | 女259    | 男136 女230    | -              | 男33 女200  | -         | 男15 女102 | 男18 女47 | [ 27 ]        |
| 1974年   | 男17 女113  | -          | 女276     | 女259    | 男136 女230    | -              | 男33 女200  | -         | 男15 女102 | 男18 女47 | [ 28 ]        |
| 1975年   | 男4 女100   | -          | 女336     | 女354    | 男124 女286    | -              | 男16 女254  | -         | 男19 女166 | -         | [ 29 ]        |
| 1976年   | 男4 女152   | -          | 女325     | 女325    | 男87 女221     | -              | 男16 女262  | -         | 男16 女186 | -         | [ 30 ]        |
| 1977年   | 男3 女191   | -          | 女286     | 女364    | 男67 女185     | -              | 男9 女275   | -         | 男12 女322 | -         | [ 31 ]        |
| 1978年   | 男4 女206   | -          | 女303     | 女355    | 男78 女177     | -              | 男10 女284  | -         | 男14 女256 | -         | [ 32 ]        |
| 1979年   | 男4 女237   | -          | 女297     | 女340    | 男73 女171     | -              | 男9 女287   | -         | 男15 女245 | -         | [ 33 ]        |
| 1980年   | 男4 女276   | -          | 女312     | 女353    | 男68 女189     | -              | 男10 女300  | -         | 男20 女262 | -         | [ 34 ]        |
| 1981年   | 男4 女363   | -          | 女339     | 女349    | 男71 女213     | -              | 男13 女320  | -         | 男16 女321 | -         | [ 35 ]        |
| 1982年   | 男1 女387   | -          | 女367     | 女438    | 男80 女217     | -              | 男8 女358   | -         | 男11 女389 | -         | [ 36 ]        |
| 1983年   | 男2 女358   | -          | 女389     | 女337    | 男98 女250     | -              | 男12 女365  | -         | 男10 女423 | -         | [ 37 ]        |
| 1984年   | 男3 女341   | -          | 女353     | 女256    | 男89 女237     | -              | 男10 女337  | -         | 男8 女405  | -         | [ 38 ]        |
| 1985年   | 男4 女315   | -          | 女234     | 女139    | 男52 女171     | -              | 男6 女234   | -         | 男7 女261  | -         | [ 39 ]        |
| 1986年   | 男5 女289   | -          | 女154     | 女82     | 男37 女83      | -              | 男6 女152   | -         | 男4 女151  | -         | [ 40 ]        |
| 1987年   | 男2 女231   | -          | 女125     | 女54     | 男43 女90      | -              | 男3 女122   | -         | 女124      | -         | [ 41 ]        |
| 1988年   | 男2 女180   | -          | 女94      | 女35     | 男46 女96      | -              | 男6 女85    | -         | 男1 女92   | -         | [ 42 ]        |
| 1989年   | 男1 女186   | -          | 女93      | 女43     | 男42 女101     | -              | 男9 女133   | -         | 男1 女94   | -         | [ 43 ]        |
| 1990年   | 男2 女188   | -          | 女91      | 女53     | 男34 女108     | -              | 男12 女185  | -         | 男2 女140  | -         | [ 44 ]        |
| 1991年   | 男11 女285  | -          | 女96      | 女60     | 男63 女160     | -              | 男36 女274  | -         | 男8 女183  | -         | [ 45 ]        |
| 1992年   | 男22 女373  | -          | 女97      | 女69     | 男93 女200     | -              | 男60 女354  | -         | 男14 女183 | -         | [ 46 ] [ 47 ] |
| 1993年   | 男20 女351  | -          | 女97      | 女67     | 男96 女195     | -              | 男66 女332  | -         | 男16 女183 | -         | [ 48 ]        |
| 1994年   | 男36 女337  | -          | 女96      | 女66     | 男101 女194    | -              | 男73 女322  | -         | 男36 女159 | -         | [ 49 ]        |
| 1995年   | 男74 女299  | -          | 女105     | 女67     | 男115 女203    | -              | 男99 女300  | -         | 男63 女152 | -         | [ 50 ]        |
| 1996年   | 男135 女210 | -          | 女103     | 女60     | 男118 女193    | -              | 男101 女290 | -         | 男52 女151 | -         | [ 51 ]        |
| 1997年   | 男191 女137 | -          | 女106     | 女61     | 男125 女186    | -              | 男88 女311  | -         | 男48 女142 | -         | [ 52 ]        |
| 1998年   | 男174 女103 | -          | 女102     | 女62     | 男123 女186    | -              | 男87 女309  | -         | 男81 女118 | -         | [ 53 ]        |
| 1999年   | 男101 女94  | -          | 女100     | 女62     | 男113 女184    | -              | 男96 女307  | -         | 男73 女112 | -         | [ 54 ]        |

#### 通信教育部
- 学生数はその該当年度の5月1日時点でのデータである。

| -        | 保育科       | デザイン美術科 | 広報科     | 出典   |
| -------- | ------------ | -------------- | ---------- | ------ |
| 入学定員 | **           | **             | **         | -      |
| 総定員   | **           | **             | **         | -      |
| 1987年   | 男88 女860   | 男35 女133     | 男33 女138 | [ 55 ] |
| 1988年   | 男84 女790   | 男23 女136     | 男32 女99  | [ 56 ] |
| 1989年   | 男107 女779  | 男26 女136     | 男32 女92  | [ 57 ] |
| 1990年   | 男108 女750  | 男26 女154     | 男33 女176 | [ 58 ] |
| 1991年   | 男131 女833  | 男31 女178     | 男30 女98  | [ 59 ] |
| 1992年   | 男152 女991  | 男44 女192     | 男32 女98  | [ 60 ] |
| 1993年   | 男168 女1166 | 男34 女204     | 男38 女166 | [ 61 ] |
| 1994年   | 男178 女1333 | 男36 女191     | 男34 女197 | [ 62 ] |
| 1995年   | 男163 女1322 | 男32 女164     | 男34 女204 | [ 63 ] |
| 1996年   | 男175 女1352 | 男51 女175     | 男32 女163 | [ 64 ] |
| 1997年   | 男181 女1292 | 男76 女146     | 男19 女75  | [ 52 ] |
| 1998年   | 男204 女1372 | 男75 女147     | 男28 女56  | [ 65 ] |
| 1999年   | 男287 女1539 | 男73 女159     | 男24 女63  | [ 66 ] |

## 教育および研究

### 組織

#### 学科

##### 通学課程
- 英米文化学科：「英語コミュニケーション」・「ビジネスコミュニケーション」のコースがある。
- 保育学科
  - 第一部
  - 第二部[8]：修業年限は3年制。学生募集停止、第一部に統合
- メディア・芸術学科：「メディア」・「舞台芸術」・「ポピュラー音楽」・「声優」・「ポピュラーダンス」の各コースがある。
- デザイン美術学科：「ビジュアルデザイン」・「インテリアデザイン」・「絵画」・「版画」・「立体造形」・「工芸」・「キャラクター造形」・「イラストレーション」・「フィギュアアーツ」の各コースがある。

かつてII部が設置されていた学科
- 英語科
- 広報科
- デザイン美術科
- 商業科
- ビジネス学科：「起業・経営」・「流通」・「国際ビジネス」の3コースからなる。平成25年より英米文化学科に統合。

##### 通信教育課程
- 保育学科
  - 幼稚園コース（2年制）
  - 保育コース（3年制）
- デザイン美術学科
- 広報学科（学生募集停止）

#### 専攻科
- 保育専攻（学生募集停止）
大学評価・学位授与機構認定。
- デザイン美術専攻（現在は学生募集停止）
  - デザインコース
  - 美術コース
  - 第一部
  - 第二部

#### 別科
- なし

#### 取得資格について
教職課程
- 幼稚園教員二種免許状：なお、専攻科保育専攻を修了後、一種免許状に昇格することができる。
  - 保育学科
  - 第一部
  - 第二部
- 中学校教諭二種免許状
  - 英語：英米文化学科（過去の第二部にもあり[67]。）
  - 国語：広報学科にて設置されていた。
  - 美術：デザイン美術学科
  - 職業：経営デザイン学科の前身である商業科にて設置されていた。

資格
- 保育士
  - 保育学科
    - 第一部
    - 第二部
- 当初は、英文科（現：英米文化学科）第一部・第二部において高等学校教諭免許状（英語）の教職課程を併設[67]。

#### 附属機関
- 図書館

## 学生生活

### 部活動・クラブ活動・サークル活動
- 大阪芸術大学短期大学部のクラブ・同好会は、大阪学舎・伊丹学舎それぞれ独自に組織をもっている。活動している団体として以下の一例がある。
  - 大阪学舎：柔道・ソフトテニス・バドミントン・軽音楽・写真・吹奏楽ほか
  - 伊丹学舎：テニス・バドミントン・バスケットボール・フットサル・バレーボール・ダンス・演劇・映像研究ほか

### 学園祭
- 大阪芸術大学短期大学部の学園祭は「芸短祭」と呼ばれ、概ね10月に実施されている。

### スポーツ
- ソフトテニスというスポーツが強く、全国私立短期大学大会において4年連続3位の成績を収めている。

## 大学関係者と組織

### 大学関係者組織
- 大阪芸術大学をはじめとしたグループ校と同じ組織の下で、「塚本校友会」と称した同窓会組織が形成されている。

### 大学関係者一覧

#### 大学関係者一覧
- 中根金作 - 4代目学長
- 塚本邦彦 - 現在の学長
- 川村龍一 - 元メディア・芸術学科長[68]
- 小野寺昭 - メディア芸術学科教授、2012年6月より同学科長
- 三林京子 - メディア芸術学科教授
- 加納竜 - メディア芸術学科教授
- 芳本美代子 - メディア芸術学科教授

#### 卒業生
- 大塚愛 - シンガーソングライター（保育学科卒業）
- 奥谷楓 - 声優（メディア・芸術学科卒業）
- 尾崎右宗 - 俳優（広報学科卒業）
- 土橋とし子 - イラストレーター、絵本作家（デザイン美術学科卒業）
- 駿河太郎 - ミュージシャン、俳優（広報科卒業）
- 山下光洋 - ライター
- 華名 - 女子プロレスラー、デザイナー
- 三原康司 - フレデリック (バンド)（ビジュアルデザインコース卒業）
- カエルDX - 漫画家（ビジュアルデザインコース卒業）
- 湯澤花梨 - 芸人、喜劇女優
- 咲方響 - 芸人、喜劇女優
- 三國吾郎 - 商業デザイナー、ソーシャルワーカー（広報学科卒業）

## 施設

### キャンパス

#### 大阪キャンパス
- 使用学科：英米文化学科・保育学科・経営デザイン学科
- 使用専攻科：保育専攻
- 交通アクセス：近鉄南大阪線矢田駅下車。
- 設備：学生食堂・図書館・ピアノレッスン室ほか学生ホールがある。学生ホールの壁画は大阪芸術大学の元教授である鍋井克之により描かれたものとなっている。

#### 伊丹キャンパス
- 使用学科：美術デザイン学科・広報学科
- 使用専攻科：デザイン美術専攻
- 交通アクセス：JR福知山線中山寺駅下車。徒歩で15分程度かかる。
- 設備：学生食堂・図書館ほか入学式・卒業式・スクーリング開講式にも使用される体育館、ラジオスタジオ・テレビスタジオもある。特に、ラジオスタジオは、短大としては日本最高の設備が整っている。

## 対外関係

### 他大学との協定

#### アメリカ
- マウント・セイント・メアリーズ大学

#### イギリス
- オックスフォード大学

### 関係校
- 日本大学：同大学の地方科目試験会場として使用されることもある。
- 法政大学：同大学の地方科目試験会場として使用されることもある。

### 系列校
- 大阪芸術大学
- 大阪芸術大学附属大阪美術専門学校

## 卒業後の進路について

### 就職について
- 英米文化学科：一般企業に就職する人が多い。就職先として日本エアシステム・資生堂・田辺製薬・日本ハム・ミキハウス・メガネの愛眼・イズミヤ・キヤノン・近鉄百貨店・そごう・グルメ杵屋・コーナン商事・ジャスコ・ジェイティービー・トヨタ自動車・日産自動車・ビジョンメガネ・ビブレ・伊予銀行・関西みらい銀行・池田泉州銀行・大阪シティ信用金庫・第一生命保険・名張近鉄ガスなどがある。教職に就く人は近年、見受けられない[69]。
- 保育学科：I部・II部ともに幼稚園や保育所への就職が大半である。系列の大阪芸術大学附属幼稚園には卒業生が多く在籍している。
- デザイン美術学科：デザイン・印刷業への就職が多い。就職先として中央出版・河合楽器製作所などがある。教職に就く人はごく僅かである[69]。
- 広報学科：放送及び広告関係の企業への就職者が目立っている。就職先として毎日広告社・NHK大阪放送局などがある。教職に就く人はごく僅かである[69]。
- 経営デザイン学科&商業学科：一般企業が大半。近畿日本鉄道・京阪百貨店・りそな銀行・大成建設・高松建設・竹中工務店・イトーキ・東洋シヤッター・パイロットコーポレーション・パナソニック電工・スズキ自動車・カメラのキタムラ・積水化学工業・マイカル・蓬萊・香川銀行・但馬銀行・名古屋銀行・南都銀行・和歌山銀行・尼崎信用金庫・湖東信用金庫などがある[69]。

### 編入学・進学実績
- 全学科とも系列である大阪芸術大学への編入学者が少なからずいるが、他大学への編入学実績としては以下のものがある。
  - 英米文化学科：追手門学院大学ほか[69]。
  - 保育学科I部・II部：大阪大谷大学ほか[69]。
  - デザイン美術学科：宝塚大学ほか[69]。
  - 広報学科：大阪産業大学ほか[69]。
  - 経営デザイン学科：桃山学院大学ほか[69]。

## 附属学校
- 大阪芸術大学附属照ヶ丘幼稚園[70]
- 大阪芸術大学附属松ヶ鼻幼稚園[70]
- 大阪芸術大学附属金剛幼稚園[70]
- 大阪芸術大学附属泉北幼稚園[70]